# Гимназија у Младеновцу
Гимназија Младеновац је гимназија у Младеновцу, једна од две средње школе у том граду. Основана је 1950. године.
Настава се одвија у две смене. У склопу ваннаставних активности организован је рад секција: драмска, информатичка, ликовна, новинарска, психолошка, рецитаторска, спортска, филозофска и шаховска секција, а активан је и школски хор.